# 塩崎定夫
塩崎 定夫（、1925年（大正14年）9月16日 - 2016年（平成28年）2月29日）は、輸送用機器メーカー本田技研工業（以下「ホンダ」）の従業員だった人物で、同社の鈴鹿製作所（1960年操業開始）、鈴鹿サーキット（1962年完成）の建設計画の一端を担ったことで特に知られる。

## 概要
塩崎はホンダ草創期の1951年に入社し、入社間もない頃から生産管理の分野で頭角を現した（→#本田への直訴）。1958年から1960年にかけて同社の鈴鹿製作所の建設計画において、責任者の白井孝夫の下で建設の管理監督者として関与し（→#鈴鹿製作所の建設）、次いで1960年から1962年にかけて、日本初の全面舗装の常設サーキットである鈴鹿サーキットの建設計画において、建設実施の責任者を務めた（→鈴鹿サーキットの建設）。
鈴鹿サーキットの開業後はその運営会社として設立されたテクニランド（後のホンダモビリティランド）に転属となり、ホンダの子会社である同社で役員を務めた（→#テクニランド - ホンダランド）。

### 本田宗一郎、藤沢武夫との関係
当時のホンダで誰からも恐れられていた副社長で金庫番の藤沢武夫に対して、塩崎は藤沢から怒鳴られてもズケズケとものを言え、委縮しないでいられる人物だと見られていた。塩崎自身に余計な一言を言う悪癖もあったことから、藤沢とはたびたび衝突した。
塩崎が重要な役割を任された鈴鹿製作所や鈴鹿サーキットの建設計画については、社長の本田宗一郎とナンバー2である藤沢に考えの隔たりが大きかった。しかし当人たちは互いに意見をぶつけ合ったりはせず、塩崎にそれぞれの要求を命じたため、塩崎はたびたび両者の間で板挟みとなった。その中で、塩崎は藤沢からは「本田派」と見られ、塩崎も自身を「本田派」と自認しており、実際、どの計画でも藤沢ではなく本田の要望を実現させることを優先している（「#経歴」を参照）。

## 経歴
1925年（大正14年）、静岡県掛川の医者の家に生まれる。
塩崎は医学の道には進まず、静岡県立浜松第一中学校（後の静岡県立浜松北高等学校）を経て、浜松工業専門学校（通称「浜松工専」。後の静岡大学工学部の母体）へと進み、1947年（昭和22年）3月に卒業した。この浜松工専では、後にホンダの第2代社長となる河島喜好と同級だった。
卒業後、塩崎は三菱化工機に入社し、港湾用の起重機（クレーン）の設計を行った。

### ホンダ入社 (1951年)
三菱化工機で3年間務めた後、1951年（昭和26年）2月1日に本田技研工業（ホンダ）に入社した。当時のホンダは従業員16人の小さな会社で、塩崎は同社の野口工場（静岡県浜松市野口町）に配属された。

### 本田への直訴 (1951年末)
野口工場はホンダのエンジン組立て工場だが、当時のホンダは1948年（昭和23年）の創業からまだ間もない時期で、工場運営は未熟で、従業員に規律はなく、生産管理もあいまいで、加えて、社長の本田宗一郎の思い付きで設計変更が図面もなしに命じられているような有様だった。これに呆れた塩崎は入社した同年の暮れに本田宛に直訴状をしたためた。
塩崎としては半ばやけくそで書いた手紙だったが、この手紙を読んだ本田から「話を聞きたい」と年明け早々に本社に呼び出され、そこで塩崎は本田に三菱時代に教わった組織論を説いた。塩崎は浜松の本社、東京の営業所、浜松と東京の各工場が有機的に結ばれていなければならないと説き、各工場では、しっかりとした工場長を置き、その下に「資材」、「検査」といった部門を置き、それぞれ担当者を育成する必要があるといったことを述べた。
塩崎は辞めるつもりで腹を括ってそうした話をしたが、一通りの話を聞いた本田は塩崎に好きにやって見せるよう述べて、野口工場では塩崎の案が採用され、ほどなく、塩崎は新設の白子工場の立ち上げを任されることになった。

### 白子工場の設立 (1952年)
1952年（昭和27年）2月、ホンダは埼玉県北足立郡大和町白子に工場（「白子工場」）を新設し、同年3月、塩崎はその設立担当者として浜松から転勤した。設立間もない白子工場も野口工場と同じような有様で、塩崎は職務分掌表、工場内の生産工程、生産管理の組織図といったものを作るべきと考え、ホンダ専務の藤沢武夫に試案を見せて直談判をした。
藤沢は塩崎が本田に組織論の説明をした時にその場に同席しており、本田が塩崎の案に（その場では）異を唱えなかったことも知っていた。しかし、藤沢は塩崎が白子工場について出した同様の案を酷評し、白子工場では問題はありつつも製品の製造そのものは行われており、塩崎の案を採用することは組織の官僚化を招くことになり、組織にとってメリットよりもデメリットのほうが大きいと持論を述べて、（本田と異なり）塩崎案に断固として拒否の姿勢を示した。
入社2年目の塩崎にとってはこれが藤沢との最初の意見衝突となり、その後も藤沢とは意見の衝突を繰り返すこととなる。
藤沢に逆らったことで、塩崎は白子工場の生産課長から降格となり工場の閑職に回された。しかし、その間に安全管理を勉強して安全係長となり、在任中に工場内で発生した感電事故に際して労働基準局との交渉をうまくさばいたことが評価され、1954年には再び同工場の課長に返り咲いたという。

### 鈴鹿製作所の建設 (1959年)
1958年（昭和33年）8月、ホンダはスーパーカブを発売した。同車は発売早々から好調な販売を記録し、発売前から藤沢が目標として掲げていた「月産3万台」は実際に必要な台数としての現実味を帯びる。月産3万台というのは発売前年に日本国内の全メーカーが生産したオートバイの台数を合計した数（年間およそ41万台）に迫るものであり、この時点で埼玉製作所の生産管理を担当していた塩崎はその途方もない目標に呆然としたという。スーパーカブの発売2ヶ月後に藤沢は新工場の建設を決断し、約60億円の予算を組んだ。これは年間の総売り上げが約42億円だった当時のホンダにとっては社運を賭けた投資となる。
塩崎は新工場建設計画の一員となり、適地を探すため、館林（群馬県）、宇都宮（栃木県）、犬山（愛知県）、長野（長野県）といった各地を訪れた。この訪問は、社長の本田、役員の高橋健介、大和工場・生産技術課長の白井孝夫、塩崎の4名で行われた。
そうした候補地も検討した末、1959年（昭和34年）にホンダは三重県鈴鹿市との交渉を始め、同年10月までに同市に工場建設のための土地21万坪を確保した。鈴鹿建設計画室は同年7月に発足し、建設責任者に任命された白井の下、塩崎は「所長付き」の肩書を与えられ、新工場建設の監督管理を担当することになる。
1959年9月に着工し、その直後の9月26日に三重県が伊勢湾台風により被災するという災難もあったが、その影響による工期の遅れが小さなものとなったのは塩崎の貢献も大きかったとされる。
この工事において、社長の本田は「好きなだけ金をかけろ」と塩崎に言って、本田の考えた建設案を実行するよう命じ、金庫番の藤沢は過剰投資となることを懸念して「できるだけ金はかけるな」と塩崎に命じ、塩崎はまたしても両者の相反する意見の間で板挟みとなる。
結局、塩崎は本田のものづくりの姿勢に共感を覚えていたことから、本田の意向に沿い、当時はほとんど走っていなかった四輪自動車用の駐車場を広く確保し、鈴鹿川から取水した工場用水の使用後の汚水処理といった周辺環境に配慮した設備にも費用を惜しまず投じた。そうして各所に余裕を持たせた形で建設を進めたことから、建設費は当初の計画を大幅に超過したものとなった。スーパーカブがヒットしたとはいっても当時のホンダには資金の余裕はなく、命令を無視された藤沢は当然不服だったが、本田の顔を立て、この時は塩崎のことは咎めることはしなかった。
鈴鹿製作所の完成後、スーパーカブは同製作所だけで月に6万台を生産する大ヒット商品となり、本田の先見に従って余裕を持たせた工場とした塩崎の判断は結果として当たることになった。

### 鈴鹿サーキットの建設 (1960年 - 1962年)
1960年（昭和35年）4月に鈴鹿製作所が操業を始め、塩崎は当時のホンダとしては最大の工場である同所の生産管理担当となった。この当時、工場用地として確保した21万坪の敷地にはまだ余裕があり、鈴鹿製作所内で、この広大な土地を有効活用しようという話が操業開始からほどなくして持ち上がる。
その構想は、所長の白井孝夫以下、鈴鹿製作所の各部署を代表して集った委員たちによって協議され、野球場や運動場など、従業員たちの福利厚生に資するレクリエーション施設を建設しようという方向で話が進められていた。社有地を遊休地としないための活用方法としてはよくある穏当な計画であり、ひとまずの結論が出たことで、委員の一人であった塩崎は白井に従い、計画の承認を得るため、本田に報告を行った。この計画を聞いた本田はそうした何かを建設するならば自動車レース用のレーシングサーキットを建設するよう強く主張し、この鶴の一声により、この計画はサーキットを建設するというものに変わった。
そうして、1960年（昭和35年）半ばには藤沢を長としてホンダ社内に「モータースポーツランド設立委員会」が発足し、その一員となった塩崎は実務の一端を担うことになる。

#### 建設地の決定
本田の要望を受け、委員会はサーキット建設予定地を新たに探し、まず水戸市（茨城県）の射爆場跡地が検討され、次いで浜松の三方原、浜名湖北部の佐鳴湖周辺、長野県・群馬県の浅間山周辺、三重県の亀山、滋賀県の土山町なども候補として検討を行った。いずれもサーキットを建設するには何らかの難点があったため土地探しが難航していたところ、鈴鹿市に建設するという案が新たに浮上し、候補地は鈴鹿、亀山、土山の3ヶ所に絞られた末、1960年（昭和35年）8月に鈴鹿に決定した。
委員会は鈴鹿市との協議を始め、当初、河島喜好（後のホンダ2代目社長）を中心とするスタッフは鈴鹿市が有していた詳細な航空測量図から平地を選択し、本田に試案を説明した。これは水田をつぶす計画であったことから本田の怒りを買い、結果、サーキットの建設予定地は水田地帯になるべくかからないよう設定されることになる。
レクリエーション施設を作ろうとした当初の時点では鈴鹿製作所のために取得した土地を使用するという計画だったが、サーキット建設のためには足りないため、ホンダは新たに鈴鹿市の丘陵地で買収を進め、50万坪の土地を取得することになる。結果として、当初案の要素も幾分残され、鈴鹿サーキットはサーキット以外に遊園地や運動施設（ボウリング場は1971年開業）を併設し、従業員の福利厚生施設としての側面も併せ持つという、世界的にも類例のない特殊なコンセプトのサーキットとなった。
建設地の選定については、塩崎がどの程度の関与をしたのかは不明である。

#### 藤沢武夫との衝突

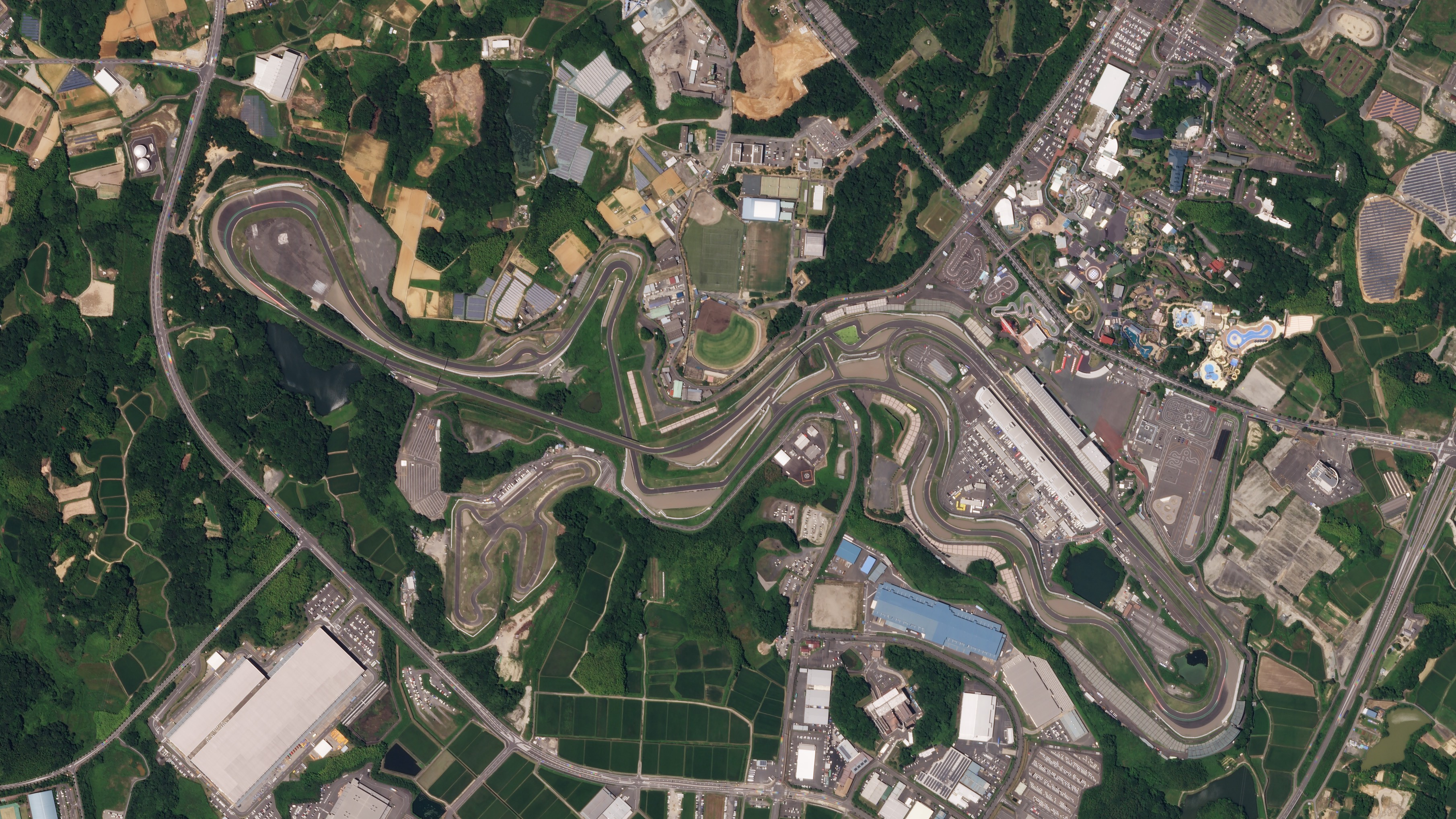
鈴鹿サーキット（2018年）。遊園地の鈴鹿サーキットパークを併設している（画像右上）。

藤沢からサーキットの図面を作るよう命じられた塩崎は、ホンダの海外支社を介してヨーロッパと米国からレーシングコースやレジャー施設（遊園地）の資料を取り寄せ、社内で翻訳させ、それらを読み込んでいった。遊園地を併設するという計画は藤沢の発案とされ、サーキットの経営を安定させる目的と、子供たちがモータースポーツに触れる機会を作る目的があったためと考えられている。
そして、ここでも塩崎と藤沢との間で悶着が発生した。米国アナハイムのディズニーランド（1955年開園）や首都圏で進められていたディズニーのテーマパークの建設計画について学ぶことを通じて、レジャーランド運営の最新事情について知見を得た塩崎は、レジャー施設を運営する際は施設の陳腐化に伴う来場客の飽きを防ぐために、将来的な拡張の余地を残す必要があり、土地は多めに確保しておく必要があると藤沢に進言した。門外漢の藤沢には不可解な説明となり、鈴鹿製作所建設時の予算超過も腹に据えかねていた藤沢は予算をむやみに浪費するがごとき計画と考えて納得せず、塩崎の指図がましく意見する態度にも腹を立て、塩崎をサーキット建設計画から解任するよう部下に命じたという。
しかし、この命令はホンダの幹部たちを困惑させた。この時点で塩崎はサーキット建設計画に不可欠な存在となっており、もしも計画から外せば完成が遅れることは避けられず、そうなればサーキット完成を待望している本田が烈火のごとく怒ることは必至で、首謀者を追求した末、本田と藤沢の対立に発展することすら懸念された。そうした想定から、塩崎にとっては幸運なことに、藤沢に命令された幹部たちは塩崎の処遇には手を付けず、ほとぼりが冷めて藤沢の怒りが収まるのを待つことを決め込んだ。
サーキット建設は計画当初は1億円が費用として見込まれていたが、塩崎が建設計画を作成した時点でそれは4億円から5億円の見積もりとなっていた。本田が「あらかじめ予算を決めてコトに当たるな」と後押ししたこともあって、塩崎は1日でも早く完成させるべく資金を費やし、1962年（昭和37年）にサーキットが完成するまでにその建設には15億円もの巨費が投じられたとされる。本田はサーキットの完成に大いに満足し、予算超過について塩崎が社内で責任を問われることはなかった。

#### ヨーロッパ視察旅行とフーゲンホルツ招聘

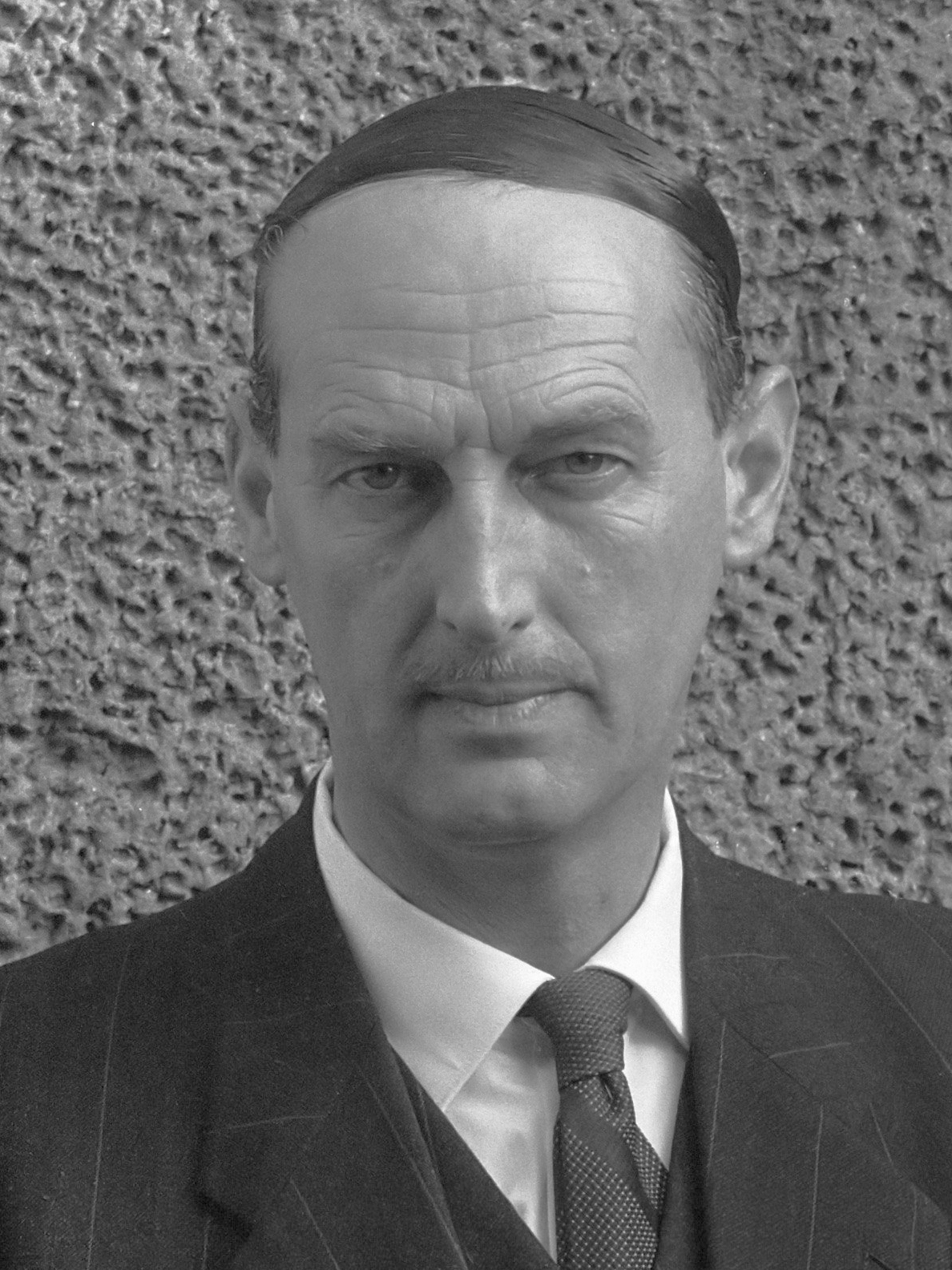
フーゲンホルツ

1960年（昭和35年）8月、塩崎が作成していたサーキットの原案がひとまず完成する。これは素人仕事だったが、本格的なレーシングサーキットを建設するにあたって、当時のホンダにも日本にもサーキット設計の専門家などおらず、仕方のないことだった。そうした背景から、コース設計の確証を得るため、ホンダはヨーロッパに視察団を派遣することを決めた。
1960年（昭和35年）12月、塩崎は、ホンダのロードレース世界選手権チームのチームマネージャーである飯田佳孝、小川雄一郎の2名とともに、ヨーロッパのサーキット視察の旅に出た。
この視察旅行で一行はヨーロッパの主だったサーキットを訪れ、サーキットのレイアウトのほか、日本の一般道で目にするものとは異なるヨーロッパのサーキットのアスファルト舗装や、日本には未だ存在しないサーキットの付帯設備（ピット施設など）といったものの様子を視察して回った。この際、オランダではザントフォールト・サーキットの支配人で、飯田とはすでに面識のあるジョン・フーゲンホルツと会い、サーキットの設計を依頼し、承諾を得る。
1961年（昭和36年）1月、フーゲンホルツの加入によりサーキットの設計が本格的に始まり、計画の中で設計グループの責任者を任されていた塩崎は、フーゲンホルツ、飯田を交えて計画を進める。この際、サーキット設計の中心となったのは専門家であるフーゲンホルツで、フーゲンホルツは素人である他の者たちの意見も取り入れつつ設計を進めた。
塩崎が作成した原案は二輪用として設計されており、コースレイアウトも立体交差を3つ持つという特異なものだった。フーゲンホルツは原案を尊重して検討を行いつつ、四輪のレースも開催できるようにしたほうがよいと提案し、当時の四輪のグランプリ（フォーミュラ1）の開催基準を満たす国際サーキットとして詳細設計を行った。この際にフーゲンホルツは当初案で存在した立体交差の内の1つだけを残した上で、左周りと右回りのコーナーの均等化を図り、「8の字レイアウト」というサーキットの基本コンセプトを明確に定め、サーキット序盤のS字区間をはじめとする特徴的な区間の設計を行った。
フーゲンホルツはザントフォールト・サーキットの支配人であると同時に、サーキットの運営ノウハウを共有するための組織であるサーキット連盟（AICP）の創設者でもあり、当時のヨーロッパにおいてもサーキット運営における第一人者である。そのため、塩崎は、フーゲンホルツからサーキット付帯設備やマーシャルポストの配置、観客の動線の設計など、サーキット完成後の運営において必要となるノウハウも提供を受け、これらは建設工事においても活かされることとなる。

#### サーキット建設責任者
1961年（昭和36年）6月に鈴鹿サーキットの建設工事が始まり、塩崎はこの工事を管理監督するサーキット建設責任者を務めた。
工事は急ピッチで進められ、着工からわずか1年3ヶ月後の1962年9月にサーキットは完成した。日本初の全面舗装のサーキット建設であったことから、路面の整地と舗装を担当した日本鋪道（後のNIPPO）にとっても手探りの建設工事となったが、急ピッチの工事が可能となったのは塩崎が現場で判断して擦り合わせが迅速に進められたことが原動力となったとされる。ピット建屋や駐車場などのサーキット付帯設備の建設は竹中工務店に依頼し、それらは着工から完成まで8ヶ月という突貫工事で完成した。
サーキットの建設において、本田は細かいことには口出しをしなかったが、建設工事と完成後のサーキット全般について、周辺住民の迷惑にならないよう心掛けることを望むとともに、特にコースの安全性、とりわけ観客の安全に配慮したものとすることを強く命じ、塩崎はそれに従って建設を進めた。

### テクニランド - ホンダランド (1963年 - 1985年)
1961年（昭和36年）、ホンダは傘下のレジャー施設を運営する子会社としてモータースポーツランド社を設立した。この会社は、翌年に「テクニランド」に改称し、後に「ホンダランド」などへの改称を経て、2022年現在はホンダモビリティランドとなっている。ホンダから同社に移籍した塩崎は、1963年（昭和38年）にテクニランドの専務取締役に就任し、鈴鹿サーキットの支配人となった。
同じ1963年の5月に開催された第1回日本グランプリ（四輪）では、テクニランドの代表者として挨拶を行っている。

### その後
1985年（昭和60年）にホンダランドを退職した後、塩崎は1950年代のホンダ草創期を知る貴重な生き証人として、しばしば取材に応じており、主に1990年代から2000年代にかけて刊行されたホンダや本田宗一郎関連の書籍で証言を残している。

#### 鈴鹿サーキットの「設計者」と主張 (2012年)
2012年（平成24年）、鈴鹿サーキットの開業50周年となるこの年、塩崎はモータースポーツ誌や新聞紙上で、鈴鹿サーキットの「設計者」は（フーゲンホルツではなく）自分であるという主張を行った。
鈴鹿サーキットの設計者がフーゲンホルツであるということは国際的には異論が出ておらず、日本国内でもサーキット開業初期から鈴鹿サーキットの設計者は一般的にフーゲンホルツと認知されており、サーキットの完成から50年後に塩崎が行ったこの主張は唐突なものとして受け止められた。
建設と運営の主体であるホンダやテクニランド（ホンダモビリティランド）、あるいはホンダの歴代社長をはじめとする関係者たちも、フーゲンホルツを設計者と述べている事例は数多くある。
一方で、日本国内の出版物では、塩崎を鈴鹿サーキットの実質的な設計者、フーゲンホルツを「アドバイザー」としている例、設計はテクニランドで「海外の専門家の意見も聞いた」としている例、すなわちフーゲンホルツを必ずしも「設計者」とはみなさず、「アドバイザー」とする解釈も1960年代から存在し、こうした記述は2020年代の今日でも見られる。
塩崎を設計者として扱っているものとしては、塩崎のインタビューの中で「事実上、フーゲンホルツは「名前貸し」「権威付け」のために担ぎ出された立場だったようだ。」とし、塩崎を設計者として記述している例があるほか、1960年代に日本オートクラブ（NAC）やデル・レーシング（日野自動車のレース部門）を担っていた塩澤進午は、「このレースコースのデザインは、原案も、最終デザインも、塩崎定夫鈴鹿サーキット支配人によるものであったとレース界では信じられている」と述べている。 
自身が鈴鹿サーキットの設計者であるという塩崎の主張を2012年に掲載した当事者である『Racing On』誌は、その後、フーゲンホルツの遺族から内容が事実と異なるとして抗議を受けた際、自らの記事を擁護することをせず、中立の姿勢を採っている。

### 死去
2016年2月29日に死去。90歳没。

## 証言の信頼性
前記したように、塩崎は引退後にホンダ関連の証言を残しているが、それらの証言の中には信頼性に疑義が呈されているものもある。
- 鈴鹿サーキットの舗装技術が高速道路に転用された

塩崎はヨーロッパのサーキットの路面を靴べらで削って持ってきたものを試料として日本鋪道に渡し、舗装にあたってそれが参考にされたと述べ、そしてそれが日本の高速道路建設にも役立てられたと述べている。実際にはジョン・フーゲンホルツが来日するにあたってヨーロッパのサーキットの路面をくりぬいたサンプルコーンを携え、それらを試供体としてホンダに渡しており、塩崎は自身の証言でそのことを伏せている。舗装を担当した日本鋪道の担当者は、（塩崎が述べている）鈴鹿サーキットの舗装が後の日本の道路に活かされたという話について2000年代に問われて「公共の道路建設では、構造の基準や法令に基づいて竣工するので、（サーキットのような）民間工事とは違います。だから、どれほどの役に立っているか解りませんが…」と困惑した発言を残している。
塩崎が言うように名神高速道路の開通（1963年）は鈴鹿サーキットの完成（1962年）より後で、それは事実だが、日本鋪道は1960年8月から1961年1月にかけての山科試験工事（山科舗装工事）の時点で名神高速道路と東名高速道路の初期の路面舗装について確立している。これは塩崎らのヨーロッパ視察旅行やフーゲンホルツの招聘（1960年12月 - 1961年1月）よりも前の時期にあたり、塩崎の主張は時系列においても矛盾を含む。